# Brown Eyed Girl
Brown Eyed Girl è un singolo del cantautore nordirlandese Van Morrison, pubblicato nel 1967.

## Tracce
- 7"

1. Brown Eyed Girl
2. Goodbye Baby

## Formazione
- Van Morrison – voce, chitarra
- Eric Gale – chitarra
- Gary Chester – batteria
- Russ Savakus – basso
- Al Gorgoni – chitarra
- Hugh McCracken – chitarra
- Garry Sherman – organo
- The Sweet Inspirations – cori

## Accoglienza
Nel 2001 la canzone è stata inserita nella lista Songs of the Century stilata dalla RIAA alla posizione numero 131.
Nel 2004 la canzone è stata inserita nella lista dei 500 migliori brani musicali secondo Rolling Stone alla posizione numero 110.
Nel gennaio 2007 la canzone è premiata con il Grammy Hall of Fame Award.